# Панасюк, Вадим Семёнович
Вадим Семёнович Панасюк (1922—2007) — советский учёный-физик, лауреат Сталинской и Ленинской премий.

## Биография
Троюродный брат Игоря Семеновича Панасюка (1917—1972), также работавшего в Лаборатории № 2.
В 1944 году окончил Московский институт инженеров связи.
В 1944—1958 годы работал в Институте атомной энергии АН СССР; в 1958—1968 — заведующий лабораторией Института ядерной физики СО АН СССР.
С 1968 года научный сотрудник ВНИИ оптико-физических измерений ГК СССР по стандартам, одновременно по совместительству заведовал кафедрой физики (1968—1979), профессор (с 1979) МАДИ.
Кандидат (1954), доктор (1966) технических наук, профессор (1967). Автор изобретений.
Дочь, Панасюк Елена Вадимовна, 1955 г.р., в 1979 году окончила МАИ по специальности прикладная математика.

## Награды
- Сталинская премия 1953 года
- Ленинская премия 1967 года — за разработку метода встречных пучков для исследований по физике элементарных частиц (совместно с Г. И. Будкером, А. А. Наумовым, А. Н. Скринским, В. А. Сидоровым)[4].